# Henry Stafford, 2. hertug af Buckingham
Henry Stafford, 2. hertug af Buckingham, KG (4. september 1455 – 2. november 1483) var en engelsk adelsmand kendt som manden bag Buckinghams oprør, en samlet betegnelse for de mislykkede, men betydelige opstande i England og dele af Wales i oktober 1483 mod Richard 3. af England. Han er også en af de hovedmistænkte i hans nevøer prinserne i Towers forsvinden (og det formodede mord på dem).

## Liv
Den eneste søn af Humphrey Stafford, jarl af Stafford, og hans hustru Margaret Beaufort blev Buckingham jarl af Stafford i 1458 efter sin fars død og blev gjort til en myndling under kong Edvard 4. af England. Han blev hertug af Buckingham i 1460 i en alder af fire år efter sin bedstefar, Humphrey Stafford, 1. hertug af Buckinghams død i Slaget ved Northampton. I februar 1466 blev han i en alder af 10 år gift med Catherine Woodville, søster til Edvard 4.'s hustru, Elizabeth Woodville, og datter af Richard Woodville, 1. jarl Rivers. Hun var kun omkring otte år. De fik fire børn:
- Edward Stafford, 3. hertug af Buckingham (3. februar 1478 – 17. maj 1521)
- Elizabeth Stafford, grevinde af Sussex (ca. 1479 – 11. maj 1532)
- Henry Stafford, 1. jarl af Wiltshire (ca. 1479 – 6. april 1523)
- Anne Stafford, grevinde af Huntingdon (ca. 1483 – 1544)

Efter Edvard 4.'s død i 1483 allierede Buckingham sig med kongens yngre bror, hertugen af Gloucester, og hjalp ham med at rane tronen som Richard 3. i stedet for Edvard og Elizabeths levende sønner Edvard 5. og Richard af Shrewsbury. Buckingham blev utilfreds med Richard og sluttede sig derefter sammen med Henry Tudor og Tudors mor, Margaret Beaufort. Det resulterede i et mislykket oprør i hans navn. Buckingham blev henrettet for forræderi af Richard den 2. november 1483. Han blev halshugget i gården mellem Blue Boar Inn og Saracen's Head Inn (begge revet ned i det 18. århundrede) på markedspladsen i Salisbury. Han menes at være begravet i St. Peters Church i Britford, Wiltshire.
Buckinghams præcise motiv er blevet kaldt "obskur". han blev behandlet godt af Richard. Den traditionelle betegnelse af oprøret i hans navn er blevet betegnet som misvisende, idet kardinal John Morton og Reginald Bray var mere sandsynlige ledere.

## Prinserne i Tower
Som Richard 3.'s allierede afhænger Buckinghams sandsynlighed som mistænkt i??????, at prinserne allerede var døde, da Stafford blev henrettet i november 1483. Det er antydet, at Buckingham havde flere motiver. Som efterkommer af Edvard 3. gennem Johan af Gent, 1. hertug af Lancaster og Thomas af Woodstock, 1. hertug af Gloucester på både sin fars og mors side gennem Johan af Gent, 1. hertug af Lancasters søn John Beaufort, kan Buckingham muligvis selv have håbet at kunne bestige tronen med på det rette tidspunkt. Alternativt kan han have handlet på vegne af en tredje.

Nogle, særligt Paul Murray Kendall, betragter Buckingham som den mest sandsynlige mistænkte. Hans henrettelse, efter at han havde gjort oprør mod Richard i oktober 1483, kunne være et tegn på, at han og kongen var blevet uvenner: Alison Weir ser dette som et tegn på, at Richard havde myrdet prinserne uden Buckinghams viden, og at Buckingham var blevet chokeret over det. Et samtidigt portugisisk dokument antyder, at Buckingham er den skyldige, idet der står:
"... og efter kong Edvards bortgang i år 83 havde en anden af hans brødre, hertugen af Gloucester, taget prinsen af Wales og hertugen af York, de unge sønner af den nævnte konge, hans bror, i sin magt og overgivet dem til hertugen af Buckingham, i hvis varetægt de nævnte prinser blev sultet ihjel."
Et dokument dateret nogle årtier efter prinsernes forsvinden blev fundet i arkiverne på College of Arms i London i 1980; der stod, at mordet "var hertugen af Buckinghams last". Dette førte til, at Michael Bennett foreslog, at nogle af Richards fremtrædende støtter, Buckingham og Tyrell, muligvis myrdede prinserne på eget initiativ uden at vente på Richards ordre. Bennett bemærkede til støtte for denne teori: "Efter kongens afrejse var Buckingham den effektive hersker i hovedstaden, og det vides, at da de to mænd mødtes en måned senere, var der et infernalsk spektakel imellem dem."
Buckingham er den eneste, der er nævnt som ansvarlig i en samtidig krønike, udover Richard selv. Af to grunde er det dog usandsynligt, at han har handlet alene. Først og fremmest, hvis han var skyldig i at have handlet uden Richards ordre, er det yderst overraskende, at Richard ikke lagde skylden for mordet på prinserne på Buckingham, efter at Buckingham var faldet i unåde og henrettet, især da Richard potentielt kunne have renset sit eget navn ved at gøre det. For det andet er det sandsynligt, at han ville have krævet Richards hjælp til at få adgang til prinserne, som var under nøje overvågning i Tower of London, skønt Kendall hævdede, at han som Rigskonstabel af England måske havde været undtaget fra denne beslutning.
Selvom det er yderst muligt, at han var impliceret i beslutningen om at myrde dem, er hypotesen om, at Buckingham handlede uden Richards viden, ikke bredt accepteret af historikere. Mens Jeremy Potter foreslog, at Richard ville være forblevet tavs, hvis Buckingham havde været skyldig, fordi ingen ville have troet, at Richard ikke var del i forbrydelsen, bemærker han yderligere, at "historikere er enige om, at Buckingham aldrig ville have vovet at handle uden Richards virken eller i det mindste kendskab". Potter laver imidlertid også den hypotese, at Buckingham måske fantaserede om selv at tage tronen på dette tidspunkt og så mordet på prinserne som et første skridt til at opnå dette mål. Denne teori dannede grundlaget for Sharon Penmans historiske roman The Sunne in Splendor.

## I fiktion
Buckingham er blandt de centrale personer i William Shakespeares skuespil Richard den Tredje, som skildrer ham som en mand, der åbent allierer sig med Richard 3. i hans intriger, indtil han beordres til at dræbe prinserne i Tower. I Colley Cibbers 1699-dramatisering af Shakespeares skuespil har han den bemærkelsesværdige linje "Af med hovedet! Så meget for Buckingham!"
I Sharon Kay Penmans debutroman The Sunne in Splendor fra 1982 skildres Buckingham som morder af prinserne i Tower. Han har en birolle i Philippa Gregorys historiske roman Den hvide dronning (2009), en central rolle i Susan Higginbothams historiske roman The Stolen Crown (2010), der beskæftiger sig med hans forhold til kong Edvard 4. og kong Richard 3.
Buckingham er hovedperson og historiefortæller i Isolde Martyns historiske roman The Devil in Ermine (2013), der beskæftiger sig med begivenhederne i 1483. Som Henry Stafford er han hovedpersonen i J.P. Reedmans A Man Who Could be King (2017), der fortæller sin egen historie i første person og portrætterer ham som en mand, der ønskede kronen til sig selv.